# Ratovi zvijezda IV: Nova nada
Ratovi zvijezda IV: Nova nada (eng. Star Wars Episode IV: A New Hope ili Star Wars kako je originalno pušten u distribuciju), prije preveden i kao Zvjezdani ratovi, je američki ZF film iz 1977. kojeg je napisao i režirao George Lucas. Taj film je prvi krenuo u distribuciju, ali je zapravo kronološki četvrti u sagi o Zvjezdanim ratovima. "Ratovi zvijezda" su sa zaradom od 461 milijun $ - 1,4 milijarde prilagođeno po inflaciji - postali najkomercijalniji film 1970-ih a danas se nalaze i na listi 250 najboljih filmova kinematografije na siteu IMDb.com.
Kritičar Roger Ebert je film nazvao "izvantjelesnim iskustvom", dok je Pauline Kael za The New Yorker bila kritična i prigovarala da priča "nema lirike" ni "emotivne snage".
1989. Državni filmski registar je uključio film u svoju listu zbog "kulturnog i povijesnog značenja". 2006. Ceh scenarista je Lucasov izvorni scenarij stavio na 68. mjesto na listi "101 najboljih scenarija svih vremena". Američki filmski institut (AFI) je "Ratove zvijezda" stavio na 15. mjesto na listi "100 najboljih filmova 20. stoljeća"; dok je britanski Channel 4 u jednoj anketi nazvao "Ratove zvijezda" najboljim filmom svih vremena. AFI je također film stavio na mnoge počasne liste: na 27. mjesto na listi "najnapetijih filmova svih vremena";, na 39. mjesto na listi "najinspirirajućih filmova svih vremena";, Hana Sola kao 14. "najvećeg američkog junaka svih vremena" a Obija-Wan Kenobija na 37. mjesto. Rečenica "Neka Sila bude s vama" je proglašena 8. "najboljim citatom u povijesti američkog filma". Glazba Johna Williamsa je proglašena najboljom u filmskoj povijesti.

## Radnja
Doba je građanskog rata u Galaksiji, a pobunjenici protiv zlog Galaktičkog Carstva ostvarili su svoju prvu pobjedu vjerujući da je to tek početak prema obnovi svrgnute Galaktičke Republike. U njoj su nekoć dobro živjeli mnogobrojni narodi, ali im je svoju tiraniju nametnuo sadašnji Car. Protiv Cara, njegova dva pobočnika Dartha Vadera i Granda Moffa Tarkina pobunu predvodi princeza Leia. No, nakon uspješno izvedenog napada na njihove trupe odvažnu princezu u orbiti planeta Tatooinea zarobi Darth Vader i drži kao taokinju. Leia pak prije utamničenja uspije u svog malenog robota R2-D2-a unijeti ključne podatke o Zvijezdi smrti, ogromnoj svemirskoj stanici imperija koja može uništavati planete, te se on s droidom C-3PO-om u posljednji trenutak katapultira na pustinjski planet Tatooine. 
Tamo ih zarobe čovjekolika bića Jawasi, te ih prodaju siromašnom farmeru Owenu i njegovu nećaku Lukeu Skywalkeru. Spretni mladić vrlo brzo otkrije skrivenu poruku u robotovu hologramu te se zaputi pronaći tajanstvenog Bena Obi-Wan Kenobija. Uz pomoć plaćenika i pilota Hana Sola i Chewbacce, Lukeu ne preostaje ništa drugo već da se pridruži Obi-Wanu u spašavanju princeze. Uspiju ju pronaći i izvući iz Zvijezde smrti, no u dvoboju s Darth Vaderom, Obi-Wan pogiba. Pobunjenici se smjeste na obližnji mjesec planeta Yavin, te počnu uz pomoć planova razvijati strategiju uz pomoć koje bi uništili Zvijezdu smrti. Mnogo letjelica napadne ali ne uspije pogoditi njenu slabu točku. Ipak, Luke čuje glas Obi-Wana koji mi savjetuje da vjeruje intuiciji i ovaj posluša te uspije pogoditi slabu točku stanice. Tamna zvijezda eksplodira a Luke, Han Solo i Chewbacca dobiju medalje.

## Glumci
- Mark Hamill kao Luke Skywalker
- Carrie Fisher kao Princeza Leia Organa
- Harrison Ford kao Han Solo
- David Prowse kao Darth Vader
- Anthony Daniels kao C3PO
- Alec Guinness kao Obi-Wan Kenobi
- Peter Cushing kao zapovjednik Zvijezde smrti
- James Earl Jones kao glas Dartha Vadera

## Produkcija
Nakon uspjeha svojeg filma "Američki grafiti", George Lucas je razmišljao o konceptu "svemirske opere" s producentom Garyjom Kurtzom. 1973. je pripremio sinopsis priče od 14 stranica za distribuciju među filmskim studijima. Universal Studios i United Artists su odbili projekt. Lucas nije volio sistem studija jer su njegovi prethodni filmovi "Američki grafiti" i "THX 1138" bili ponovno montirani bez njegovog odobrenja. Ipak, Alan Ladd Jr. iz studija 20th Century Fox je vjerovao da je Lucas talentiran te mu je odobrio projekt 1973. Lucas je tada još radio na scenariju, koji je imao već sve likove, ali se mučio s pričom još par godina.
Navodno je gotovi scenarij sadržavao 200 stranica, pa je Lucas odlučio obraditi samo prvu trećinu u film - dok će ostatak obraditi u kasnijim nastavcima. Ubrzo je unajmio konceptualnog umjetnika Ralpha McQuarrieja koji je nacrtao neke scene za scenarij. S budžetom od 8 milijuna $, Lucas je osnovao tvrku za specijalne efekte "Industrial Light & Magic" koja je počela rad na efektima u filmu u Van Nuys u Kaliforniji. Većinom je upotrijebila makete svemirskih brodova. Jedna od Lucasovih inovacija bila je ideja o "korištenom svemiru", u kojem su sve sprave, zgrade i svemirski brodovi izgledali staro i prašnjavo. Snimanje je počelo 22. ožujka 1976. u Tunisu uz mnoge probleme, ponajviše zbog kašnjenja u terminu snimanja i kišne oluje koja je tamo oštetila opremu. Nakon Tunisa, filmska ekipa se je preselila u studio u Londonu. Uz to mnogi glumci nisu shvaćali svoj posao ozbiljno te su smatrali da snimaju "film za djecu". Sam Lucas nije bio zadovoljan kostimima te je većinom glumcima davao samo dvije upute; "brže" i "intenzivnije". Budžet filma popeo se na 11 milijuna $ a mnogi iz studija su se počeli dvoumiti da će film biti fijasko.
"Zvjezdani ratovi" su trebali imati premijeru na Božić 1976., ali je termin premješten na ljeto 1977. Planiralo se ponovno snimiti neke scene, no pošto je Mark Hamill ozljedio lice pri prometnoj nesreći, to je postalo nemoguće. Velik problem je predstavljao i glas Dartha Vadera: glas glumca Davida Prowsea slabo se čuo kroz šljem te je zvučao budalasto. Na kraju je pozvan James Earl Jones da podari svoj dubok glas Vaderu. Lucas je postao skroz iscrpljen snimanjem te ga je stres snažno pogodio. Montaža filma se pokazala teškom jer je velik dio efekata nedostajao. Konačno, Lucas je pokazao grubu verziju filma (bez gotovih specijalnih efekata) svojim prijateljima; među njima su bili i Brian De Palma, John Milius, Francis Ford Coppola i Steven Spielberg. Svi su bili razočarani, osim Spielberga koji je uživao u filmu. Ipak, Alan Ladd je bio oduševljen rezultatom. Jednom kada su efekti bili gotovi, film je pušten u distribuciju, te je zaradio 460.935.665 $ u kinima SAD-a i postao 2. najkomercijalniji film 20. stoljeća i najkomercijalniji flm 1970-ih.

## Nagrade
- Osvojen Zlatni Globus (najbolja filmska glazba) i 3 nominacije (najbolji film, režija, sporedni glumac Alec Guinness)
- Osvojeno 7 Oscara (najbolja scenografija, kostimi, specijalni efekti, montaža, filmska glazba, zvuk, zvučni efekti) i 4 nominacije (najbolji film, režija, scenarij, sporedni glumac Alec Guinness)
- Osvojene 2 nagrade BAFTA (najbolja glazba, zvuk) i 4 nominacije (najbolji film, montaža, kostimi, scenografija)
- Osvojen Kinema Junpo Award (najbolji režija)
- Osvojen Los Angeles Film Critics Association Award (najbolji film, glazba)
- Osvojena nagrada Saturn za najbolji znanstveno fantastični film, najbolju režiju, najbolju šminku, najbolje specijalne efekte, najbolji kostim, najbolju glazbu, najbolji scenarij, najboljeg sporednog glumca (film).

## Zanimljivosti
- U svojoj kasnijoj dobi, Alec Guinness je uvijek govorio kako je snimanje ovog filma bilo loše iskustvo. Čak je i tvrdio da je bila njegova ideja ubiti lik Obi-Wana kako ne bi više morao govoriti te čudne rečenice.
- U sceni u kojoj Luke i Han vode Chewbaccu u zatvorsku ćeliju, Luke kaže da transportiraju zatvorenika iz bloka "jedan jedan tri osam" (1138), što je referenca na Lucasov prvi film "THX 1138".
- Jedna od inspiracija za priču je bio i japanski film "Skrivena tvrđava" kojeg je režirao Akira Kurosava u kojem par farmera pomažu izbaviti princezu iz neprijateljskog teritorija.
- James Caan, Al Pacino i Burt Reynolds su odbili ulogu Hana Sola.
- U jednom trenutku, Lucas je planirao da Han Solo bude zeleno čudovište.
- Han Solo je bio modeliran po redatelju Francisu Fordu Coppoli.
- Studio se bojao naslova "Zvjezdani ratovi" jer je sadržavao riječ "rat" u sebi, te su čak smatrali da će ga zbog toga publika izbjegavati.
- George Lucas je počeo pisati scenarij 1973.
- Kada je filmska ekipa snimala u Tunisu, zemlja je imala najveću kišnu oluju u zadnjih 50 godina.
- David Prowse, glumac u kostimu Dartha Wadera, stalno se žalio što je njegov glas u filmu zamijenio James Earl Jones.
- Glavni junak se u originalnom scenariju zvao Luke Starkiller, a Lucas je i planirao da bude žena.
- Jodie Foster je bila u pregovorima da glumi Leiu.
- Jezik kojim govore Jawe je zapravo ubrzani snimak afričkog Zulu jezika.
- Zadnja sekvenca u kojoj se podaruju medalje je gotovo identična sa sekvencom u filmu "Triumph des Willens" iz 1935.
- U jednom trenutku, Lucas je planirao da "sila" bude neka vrsta Svetog grala u svemiru.[21]